# Dipturus canutus
Dipturus canutus är en rockeart som beskrevs av Last 2008. Dipturus canutus ingår i släktet Dipturus och familjen egentliga rockor. Inga underarter finns listade i Catalogue of Life.